# Claude Nuridsany
Claude Nuridsany, nascut el 1946, és un director de cinema i fotògraf francès.

## Biografia
Va estudiar Biologia (3r cicle a la Universitat Pierre-et-Marie-Curie), després va treballar com a fotògraf, periodista i escriptor. Des de 1992, es dedica tot el seu temps al cinema.

## Filmografia en col·laboració ambMarie Pérennou
- 1996 : Microcosmos : Le Peuple de l'herbe
- 2004 : Genesis
- 2011 : La Clé des Champs

## Distincions
- 1976 : Premi Niépce, amb Marie Pérennou i Eddie Kuligowski.
- 1992 : Premi Especial de la Fundació Gan per al Cinema, amb Marie Pérennou, per Microcosmos
- 1996 : Al Festival de Canes, va guanyar el Gran Premi Tècnic per Microcosmos[2]
- 1997 : A la 22a cerimònia dels Premis César, va guanyar el César a la millor fotografia per Microcosmos[3]

## Publicacions
- Photographier la nature, amb Marie Pérennou, éditions Hachette, 1975 ISBN 978-2010010095
- Voir l'invisible, éditions Hachette 1978 ISBN 2-01-004024-4
- Insecte, amb Marie Pérennou, éditions La Noria, 1980
- La Planète des insectes, amb Marie Pérennou, éditions Arthaud, 1983
- Éloge de l'herbe, amb Marie Pérennou, éditions Adam Biro, 1988
- Masques et simulacres, amb Marie Pérennou, éditions du May 1990
- Microcosmos, amb Marie Pérennou, éditions de La Martinière, 1996
- La Métamorphose des fleurs, amb Marie Pérennou, éditions de la Martinière 1997
- Le Pays de l'herbe, amb Marie Pérennou, éditions de la Martinière 1999
- Genesis, amb Marie Pérennou, éditions de la Martinière 2004
- Les grands bois. Roman. L'Harmattan 2019

## Col·leccions
- Castèl d'aiga de Tolosa